# Balwant Singh di Bharatpur
Balwant Singh (Bharatpur, 5 febbraio 1820 – Bharatpur, 21 marzo 1853) fu maharaja di Bharatpur dal 1825 al 1853.

## Biografia
Nato a Bharatpur il 5 febbraio 1820, era figlio del maharaja Baldeo Singh e salì al trono dei suoi avi proprio alla morte del genitore nel 1825, quando aveva appena cinque anni. Per questo motivo gran parte del suo regno venne diretto da una commissione di reggenza.
Il suo regno fu segnato da subito dalla guerra famigliare indetta dai suoi zii che avevano contestato il trono a suo padre e che ora lo contestavano al piccolo Balwant. Madho Singh, zio di Balwant, si portò con un proprio esercito presso la città di Deeg ed iniziò in loco ad organizzarsi. Charles Metcalf, il nuovo residente britannico a Delhi, intervenne nella disputa ed inviò delle truppe della Compagnia ad attaccare la fortezza di Bharatpur. Le forze britanniche, sotto la guida di Lord Combermere, raggiunsero Bharatpur il 10 dicembre 1825. La guerra iniziò il 23 dicembre successivo ed in breve tempo le forze britanniche riuscirono a conquistare il forte locale che in precedenza era stato considerato inespugnabile. Dopo la loro vittoria a Bharatpur, gli inglesi poterono dirsi padroni dell'intera regione del Rajputana.
Morì a Bharatpur il 21 marzo 1853 e venne succeduto dal figlio, Jashwant Singh.